# Michio Hoshino
Pour les articles homonymes, voir Hoshino.
Michio Hoshino (星野 道夫, Hoshino Michio) (27 septembre 1952 - 8 août 1996) est un photographe japonais de la nature. Il est originaire d'Ichikawa, préfecture de Chiba. Considéré comme l'un des photographes de la nature les plus accomplis de son époque et comparé à Ansel Adams, Hoshino est spécialisé dans la photographie de la faune d'Alaska, jusqu'à ce qu'il soit tué par un ours brun lors d'une mission au lac Kourile, Russie, en 1996.
Le livre The Blue Bear de Lynn Schooler rapporte l'histoire de l'amitié entre l'auteur et Hoshino, un homme qu'il admirait beaucoup pour son talent de photographe et son humanité. Schooler est un guide en milieu sauvage qui est devenu photographe à part entière, sous la tutelle de Hoshino. Un autre livre, The Only Kayak de Kim Heacox, décrit les voyages d'Hoshino à Glacier Bay, ainsi que sa propre amitié personnelle avec Hoshino.
Un totem mémorial est dressé à Sitka Alaska, le 8 août 2008 (12e anniversaire de la mort d'Hoshino) en l'honneur de son travail. Des proches et des témoins en provenance du Japon, y compris sa veuve, assistent à la cérémonie. La femme d'Hoshino et son fils lui survivent.

## Œuvres photographiques
- Grizzly, San Francisco, Chronicle, 1987.
- The Grizzly Bear Family Book, North-South Books, 1997.
- Hoshino's Alaska, San Francisco, Chronicle, 2007.
- Moose, San Francisco, Chronicle, 1988.